# Craggy Pinnacle
Pour les articles homonymes, voir Pinnacle.
 (mai 2018).
Craggy Pinnacle est un sommet des monts Great Craggy, aux États-Unis. Il culmine à 1 796 mètres d'altitude dans le comté de Buncombe, en Caroline du Nord. Il est protégé au sein de la Blue Ridge Parkway et, pour ses flancs nord et ouest, de la forêt nationale de Pisgah. Il peut être atteint par un sentier de randonnée qui doit sa fréquentation à sa proximité du Craggy Gardens Visitor Center, un office de tourisme.